# Buonasera, signora Campbell
Buonasera, signora Campbell (Buona Sera, Mrs. Campbell) è un film statunitense del 1968 diretto da Melvin Frank, che ne è anche sceneggiatore e produttore: ambientato – ed effettivamente girato – in Italia, valse alla protagonista Gina Lollobrigida un David di Donatello.
Dalla pellicola è stato poi tratto il musical americano Carmelina, che debuttò a Broadway nel 1979; secondo alcuni critici, anche il musical britannico Mamma Mia! sarebbe stato ispirato da questo film, ma l'autrice, la drammaturga e sceneggiatrice Catherine Johnson, ha negato ogni legame.

## Trama
In Toscana, vent'anni dopo la Seconda Guerra Mondiale, nel paese (immaginario) di San Forino fervono i preparativi per la visita di reduci dell'Aviazione militare americana, che erano di stanza in quelle zone: l'unica preoccupata nell'apprendere la notizia è Carla (Gina Lollobrigida), una bella e dinamica viticoltrice la quale, di ritorno da un soggiorno a Firenze, scopre anche tre lettere di altrettanti ex-militari, che le annunciano l'imminente arrivo. 
La donna – che sta aspettando il rientro della figlia Gia (Janet Margolin) dalla Svizzera, dove studia in un collegio di Ginevra – si vede costretta a confessare uno sconvolgente segreto alla domestica Rosa (Naomi Stevens) e al proprio compagno e collaboratore, Vittorio (Philippe Leroy): lei non è la vedova del capitano americano Campbell, morto in azione, come fa credere a tutti da vent'anni; e il padre di Gia in realtà è uno dei tre uomini che stanno per arrivare, ma Carla non sa quale avendo avuto una relazione con tutti tre, ciascuno a insaputa degli altri due... 
Lei aveva 16 anni, era appena rimasta orfana, e scoperta la gravidanza informò separatamente gli amanti, che da quel giorno le mandano, sempre a insaputa uno dell'altro, un assegno mensile per il sostentamento di madre e figlia. Il “capitano Campbell”, eroico e ricco, non è mai esistito, se l'inventò Carla rientrata da Firenze dopo il parto, per proteggere sé stessa e la bambina dal giudizio dei compaesani: per il nome scelse una delle due parole americane che conosceva, cioè la marca delle minestre in scatola, perché, spiega, « non potevo farmi chiamare “Signora Coca-Cola”! » 
Svelata la verità a Rosa e Vittorio, Carla vorrebbe continuare a nasconderla a Gia, ai tre americani e alle loro consorti, ma ogni tentativo sarà vano, in particolare dopo che una delle mogli (Shelley Winters) in gita a Firenze scoprirà i veri mittenti degli assegni mensili...

## Produzione
Il film, realizzato dalla Connaught Productions, è stato girato interamente in Italia: gli interni negli studi di Cinecittà, gli esterni in varie località laziali, come Ariccia e Genzano (per l'inesistente paese di San Forino), Nemi (l'altrettanto immaginario Sant'Anselmo, dove Gia “entra” in ospedale...), Rocca Canterano e altri.
Le riprese sono durate oltre due mesi, dal 12 settembre a fine novembre del 1967: in un primo momento era stato annunciato nel cast Walter Chiari, per il ruolo poi interpretato da Leroy.
Riguardo agli interpreti, resta un mistero il nome di Renzo Palmer nei titoli di testa perché poi non vi è traccia del bravo attore milanese – né vi sono scene con un Sindaco. 
Oltre alla protagonista e a parte della troupe, l'apporto italiano al film comprende le musiche, scritte e orchestrate da Riz Ortolani, compresa la canzone di apertura, Buona Sera, su testo del regista – fa eccezione la San Forino March, cantata in pullmann dai reduci, parole e note di Andrew Frank.

## Distribuzione
Dopo un'anteprima a Los Angeles il 20 dicembre 1968, la United Artists ha cominciato la distribuzione del film nel febbraio 1969 in Gran Bretagna e Stati Uniti, con una promozione che ha visto Gina Lollobrigida presente sia a Londra sia negli USA. 
Nei manifesti originali, il nome "Campbell" è scritto con lo stesso stile grafico della omonima società alimentare.
L'uscita della versione italiana fu ritardata per un pauroso incidente d'auto occorso alla Lollobrigida proprio nei giorni in cui era impegnata al doppiaggio, essendo il film girato quasi tutto in Inglese.
Nelle sale italiane Buonasera, Signora Campbell uscirà in maggio, e il 3 giugno la Giuria del David di Donatello comunicò di aver assegnato alla “Lollo” il premio per quella sua interpretazione (ex aequo con Monica Vitti in La ragazza con la pistola).

## Riconoscimenti
- 1969 - David di Donatello
  - Migliore attrice protagonista a Gina Lollobrigida
- 1969 - Golden Globe
  - Candidatura Miglior film straniero in lingua inglese (Italia)
  - Candidatura Migliore attrice in un film commedia o musicale a Gina Lollobrigida
  - Candidatura Migliore colonna sonora originale a Riz Ortolani e Melvin Frank
- 1969 - Writers Guild of America
  - Candidatura Miglior sceneggiatura originale a Melvin Frank, Denis Norden e Sheldon Keller